# Firewall - Accesso negato
Firewall - Accesso negato (Firewall) è un film del 2006 diretto da Richard Loncraine.

## Trama
Seattle. Jack Stanfield è il responsabile della sicurezza informatica alla Landrock Pacific Bank, dove ha progettato un efficientissimo software di sicurezza. Proprio per la sua ingegnosità e per il numero di clienti facoltosi, Stanfield viene costretto a derubare la banca per cui lavora come riscatto per la sua famiglia tenuta in ostaggio da un gruppo di malviventi, capitanati da Bill Cox, che in un primo momento si spaccia per un venditore di servizi in outsourcing per banche.
Durante la permanenza di Cox in casa sua, Stanfield capisce che tutto il piano era stato progettato al dettaglio: Cox, infatti, aveva in mente di rubare 100 milioni di dollari dal software di sicurezza di Stanfield. In un primo momento, Stanfield si ritrova confuso ed indeciso se seguire gli ordini di Cox o tentare di ribellarsi; i suoi tentativi non tarderanno ad arrivare: infatti, un primo tentativo avviene alle 21 del secondo giorno di permanenza dei malviventi, quando Stanfield dice alla moglie Beth e ai suoi due figli Sarah e Andy di rimanere svegli, ed accendendo una macchina giocattolo creava interferenze con le telecamere di sicurezza impiantate dai malviventi. Il tentativo però è vano, e Stanfield si ritrova a dover sottostare agli ordini di Cox. Il modo di rubare i 100 milioni di dollari viene rivelato quando Stanfield utilizza lo scanner del suo ufficio: lui pensava di catturare l'immagine del terminale della banca che avrebbe fatto apparire i numeri di conto dalla quale avrebbe prelevato il denaro ed inserirla nell'iPod della figlia, e successivamente utilizzando un programma OCR per convertire l'immagine in dati leggibili, che grazie al software di uno dei membri della banda, anche lui un informatico, avrebbe trasferito nei conti off-shore di Cox.
Il piano riesce alla perfezione, però nella banca i superiori di Stanfield cominciano ad insospettirsi. I sospetti si fanno più fondati quando Stanfield capisce che Cox aveva ucciso un suo amico, Harry, con l'intenzione di far ricadere la colpa su di lui fingendo una relazione con sua moglie. Stanfield capisce l'inganno quando trova un messaggio di sua moglie Beth registrato nella segreteria telefonica di Harry, dove si diceva che avrebbe voluto stare con Harry abbandonando suo marito e i suoi figli. Cox e la sua banda, intanto, fuggono dalla città per poter eliminare la famiglia e non lasciare prove, ma Stanfield, grazie al localizzatore GPS impiantato nel collare del suo cane Rusty riesce a rintracciare i malviventi che si trovano nella casa sul lago in montagna. Qui Jack, accompagnato dalla sua segretaria Janet Stone, arriva e riesce in uno scontro ad uccidere tutta la banda, tra cui Cox, liberando infine i suoi familiari.
Il film è dedicato alla memoria di Patricia Mcqueeney (1927-2005), ex manager di Harrison Ford, morta pochi mesi prima dell'uscita del film.

## Distribuzione
Il film è uscito nelle sale statunitensi il 10 febbraio 2006; in Italia il 23 aprile dello stesso anno.

## Riconoscimenti
- 2007 - Young Artist Award
  - Nomination Miglior attore giovane 10 anni o meno a Jimmy Bennett
- 2007 - Taurus World Stunt Awards
  - Nomination Miglior combattimento a Jason Calder e Mike Carpenter